# Michael Bazeyidio
Michael Bazeyidio (...) è un giocatore di football americano svizzero che gioca nel ruolo di defensive back per i Bern Grizzlies.